# تئون ون‌دایک
تئون آندریانوس فون‌دایک (Teun Adrianus van Dijk) (زادهٔ ۷ مهٔ ۱۹۴۳) زبان‌شناس هلندی، استاد بازنشستهٔ دانشگاه آمستردام و استاد افتخاری دانشگاه پومپئو فابرا بارسلونا است و یکی از مهم‌ترین نظریه‌پردازان حوزهٔ تحلیل گفتمان انتقادی است. مطالعات وی اکثراً در حوزه‌های نژادپرستی، مطالعهٔبافت زبان، اخبار و ایدئولوژی می‌باشد.

## حوزه‌های مطالعاتی

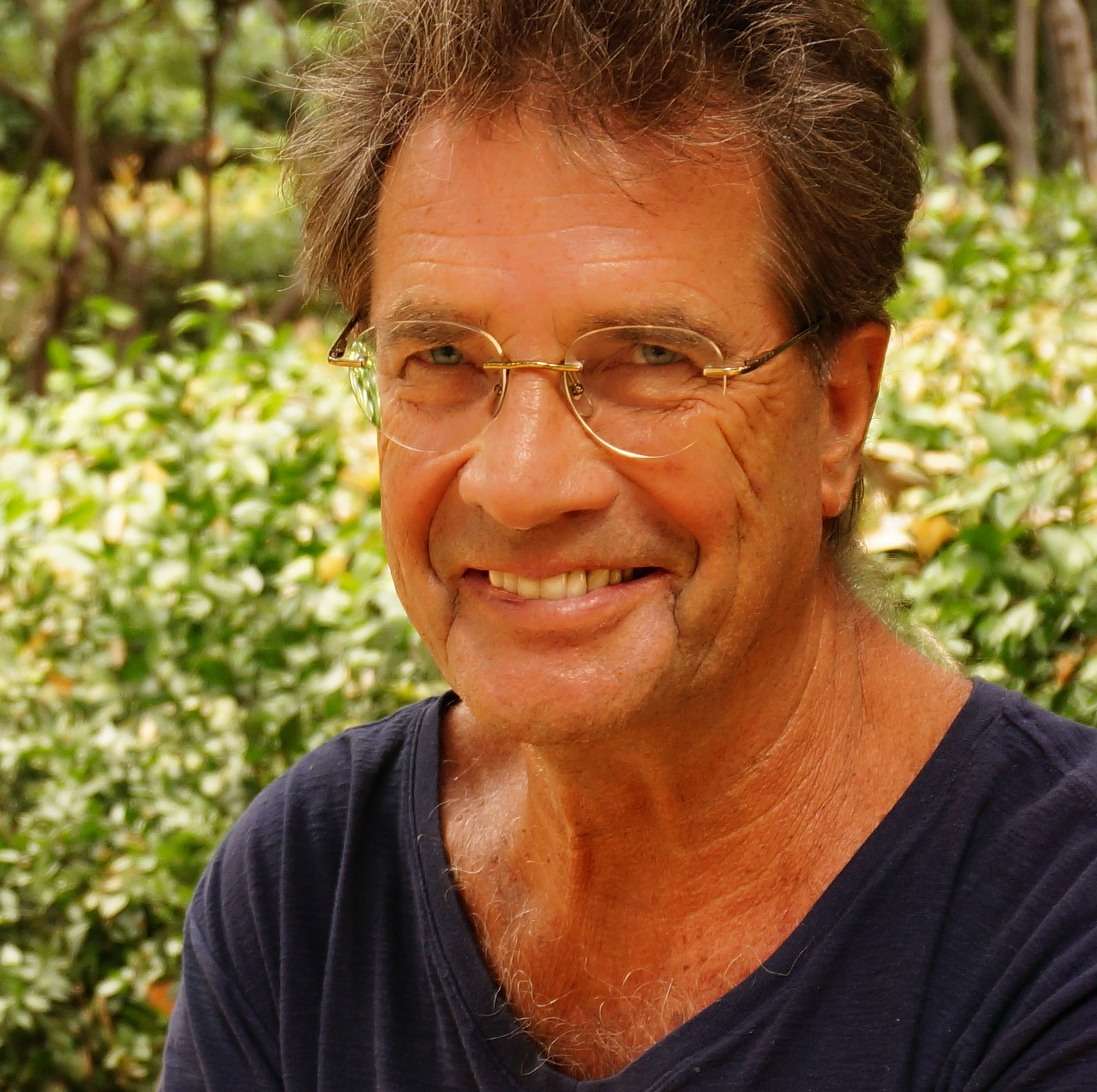
نظریه پرداز در حوزه‌های نژادپرستی، محقق در حوزه بافت زبان، اخبار و ایدئولوژی.

مطالعات وی از سال ۱۹۸۰ بر روی تحلیل گفتمان انتقادی متمرکز شده‌است و به‌ویژه بازتولید زبانی نژادپرستی را در ساختارهای زبانهای اروپایی و گفتمان‌های غالب در رسانه‌های ارتباط جمعی و همچنین گفتمان‌های غالب سیاسی بررسی می‌کند. وی همچنین نظریه‌ای مبسوط دربارهٔ ایدئولوژی دارد و از منظر تحلیل گفتمان انتقادی به بررسی مفهوم ایدئولوژی می‌پردازد.. وی بنیانگذار و سردبیر هفت مجله پژوهشی بین‌المللی است و در بیش از پانزده مجله مهم پژوهشی در حوزه تحلیل گفتمان انتقادی به عنوان عضو شورای نویسندگان فعالیّت دارد. وی از سال ۱۹۶۸ تا سال ۲۰۰۴ در دانشگاه آمستردام هلند به عنوان استاد مطالعات گفتمان مشغول به تدریس بود. وی از سال ۱۹۹۹ در دانشگاه پامپئو فابرا بارسلونا در اسپانیا به عنوان استاد افتخاری به تدریس اشتغال دارد. وی در کشورهای متفاوت به ویژه کشورهای حوزه آمریکای جنوبی تاکنون دوره‌ها و کارگاه‌های آموزشی در حوزهٔ تحلیل گفتمان انتقادی برگزار کرده‌است..

## کتابشناسی
تئون فون‌دایک یکی از پر کارترین افرادی است که در حوزه مطالعات گفتمان مشغول به کار است. بیش از ۳۵ عنوان کتاب به تنهایی و چندین کتاب با همکاری دیگران به رشته تألیف درآورده است. وی همچنین ویراستار بیش از ۱۰ عنوان کتاب در حوزه‌های مطالعاتی خویش بوده‌است و بیش از ۱۵ عنوان کتاب نیز به زبان اسپانیایی تألیف یا ترجمه کرده‌است. بعلاوه فون‌دایک بیش از ۲۵۰ مقاله پژوهشی به زبان‌های انگلیسی و اسپانیایی به رشته تحریر درآورده است. علاوه بر این موارد، وی در کنفرانس‌های متعددی در سراسر جهان به ارائه مقاله و سخنرانی پرداخته است و چندین رساله دکتری به راهنمایی وی به رشته تحریر درآمده است . برخی کتابهای منتشر شده وی به زبان انگلیسی به قرار زیرند:
- مطالعاتی در کاربردشناسی گفتمان (Studies in the pragmatics of discourse. The Hague/Berlin: Mouton, 1981).
- تعصب در گفتمان (Prejudice in discourse. Amsterdam: Benjamins, 1984).
- اخبار به مثابه گفتمان (News as Discourse. Hillsdale, NJ: Erlbaum, 1988).
- نژادیرستی و مطبوعات (Racism and the Press. London: Routledge, 1991).
- گفتمان نخبگان و نژادپرستی (Elite discourse and racism. Newbury Park, CA: SAGE, 1993).
- ایدئولوژی: رویکری چند وجهی (Ideology: A Multidisciplinary Approach. London: Sage, 1998).
- گفتمان و نژادپرستی در اسپانیا و آمریکای جنوبی (Discourse and racism in Spain and Latin America. Amsterdam: Benjamins, 2005).
- گفتمان و بافت: رویکردی اجتماعی شناختی (Discourse and Context. A sociocognitive approach. Cambridge: Cambridge University Press, 2008).
- گفتمان و قدرت (Discourse and Power. Contributions to Critical Discourse Studies. Houndsmills: Palgrave MacMillan, 2008).